# 傅喇塔
傅喇塔（1625年—1676年），滿洲愛新覺羅氏。和碩莊親王舒爾哈齊之孫、費揚武第四子。因其孫德沛入繼簡親王爵位，追封簡親王，諡惠獻。

## 簡介
順治二年（1645年），傅喇塔初封為輔國公，跟從勒克德渾巡行湖廣有功，朝廷賜金五十兩、銀千兩。順治五年（1648年），再征戰湖廣，追逐敵軍至廣西，賜銀六百兩。順治六年（1649年），進封為貝子。順治十六年（1659年），因朝參時失儀，降爵位為輔國公。順治十八年（1661年），恢復其固山貝子爵位。
康熙十三年（1674年），靖南王耿精忠謀反，授傅喇塔寧海將軍之職，輔佐康親王傑書討伐耿精忠。大軍行至浙江，溫州、處州各處皆被攻陷。傅喇塔部隊進逼台州，大戰敵軍於黃瑞山，攻擊斬殺耿精忠部將陳鵬等，復破敵於天台紫雲山。康熙十四年（1675年），耿精忠部將曾養性再次侵犯台州，大軍自仙居偷襲敵後，大破敵軍，乘勝進圍黃巖，曾養性逃遁，城中士兵投降。傅喇塔先後收復太平、樂清、青田諸縣，進攻溫州，破敵於南江。康熙十五年（1676年），耿精忠率四萬士兵水陸兩路來犯，大軍分路迎擊，斬殺其將三百、士兵二萬餘人。
當初，傅喇塔進攻溫州，先以等待紅衣砲為辭，繼言需要戰船，傑書上疏奏聞。聖祖斥責他們上疏先後有別，命他們剋期攻取溫州。傅喇塔上疏言：「臣奉康親王檄催，心思皇惑，語言違謬。臣前駐台州，王雲：『待破台州，進福建。』臣得黃巖，又雲：『必取溫州。』以是責臣，臣將無辭。今蒙恩刻期下溫州，敢不戮力，但環溫州皆水，我軍不能猝入。」聖祖命康親王留兵圍攻溫州，而催促傅喇塔率大軍自衢州謀求攻打福建。聖祖上諭曰：「王、貝子皆朕懿親，受命討賊，師克在和，宜同心合力，以奏膚功。」於是傅喇塔亦留下士兵圍攻溫州，而親自率兵攻打處州，溯江抵達得勝山。曾養性等以數百艘泊江中，復立兩營對江及得勝山下古溪，阻擋清軍。傅喇塔派遣士兵攻打古溪，伏兵於林中，敵軍大敗，伏兵四起截殺，並發砲粉碎敵舟及對江的軍營。清軍進次溫溪渡口，打敗耿精忠部將馬成龍。再在衢州會同傑書部隊。耿精忠屯兵於雲和石塘嶺，清軍進擊，攻破二十八個軍壘，攻克雲和。同年九月，清軍進入福建，耿精忠投降。浙江諸賊寇亦悉數平定。同年十一月，傅喇塔卒於軍中。當傅喇塔的遺體運回京城時，朝廷賜祭奠，予以諡號為「惠獻」。
乾隆十五年（1750年），因其孫德沛承襲簡親王爵位，復追封傅喇塔為簡親王。